# 広瀬哲朗
広瀬 哲朗（ひろせ てつろう、1961年1月23日 - ）は、静岡県出身の元プロ野球選手（内野手）。野球解説者、タレント、野球日本女子代表の監督・顧問、野球指導者も務める。

## 経歴

### プロ入りまで
静岡県静岡市清水区にある静岡市立蒲原中学校（旧：静岡県庵原郡蒲原町立蒲原中学校）、静岡県立富士宮北高等学校を経て駒澤大学に進学。歌手の久保田利伸は中学時代ならびに駒澤大学の後輩になる。同野球部では東都大学野球リーグで1980年春季リーグに優勝。同年の全日本大学野球選手権大会では決勝で明治大学に敗れ準優勝。1982年の日米大学野球選手権大会日本代表にも選ばれる。リーグ通算99試合出場、352打数100安打、打率.284、2本塁打、32打点。ベストナイン（遊撃手）4回。大学同期に近藤満、1学年下にプロ入り後も二遊間を組んだ白井一幸がいる。
1982年のプロ野球ドラフト会議にヤクルトスワローズから4位で指名されたが、もともと事前の挨拶では2位指名の約束だった点と、同時に2位で駒澤に入学予定であった新谷博が指名されたため、広瀬本人はヤクルトに入団したかったものの監督の意向で拒否を余儀なくされた。本田技研工業に就職し同野球部で活動。1983年から3年連続で都市対抗野球に出場。1985年の社会人野球日本選手権大会では伊東昭光の好投もあって初優勝、同大会の優秀選手賞を獲得する。同年の第7回IBAFインターコンチネンタルカップ日本代表となり、社会人ベストナイン（遊撃手）にも選出されている。なお駒大から本田技研に移る段階では卒業単位を満たしていなかったが、本田技研時代に単位を取得し、卒業している。

### 日本ハムファイターズ時代
1985年のプロ野球ドラフト会議で日本ハムファイターズに1位指名され入団した。入団当初から守備力があり、1986年のジュニアオールスターゲームでMVPを獲得したが、打撃が弱く、一軍への定着は遅かった。1989年、近藤貞雄が監督に就任すると重宝され、バント要員、守備固め、代走での出場を主として頻繁に起用されるようになった。
1993年、大沢啓二監督に闘志を買われ主将に就任、正遊撃手の田中幸雄を外野に追いやり、32歳にして遊撃手のレギュラーに定着した。1993年と1994年には2年連続でベストナインとゴールデングラブ賞（遊撃手部門）を受賞した。1995年は、春季キャンプで故障離脱し一軍出場は4月後半となり、その間に田中の遊撃手再コンバートに伴い三塁手として出場。地元で開催された同年のパ・リーグ東西対抗でマウンドに上がったイチローと対戦し、投手ゴロに打ち取られた。
1997年は、落合博満の加入により一塁手の片岡篤史が三塁へ再コンバートとなったため、玉突き的にレギュラーポジションから弾き出され広瀬の出番は大きく減る。契約更改の会見で前年複数年契約を結んでおくべきだったと語った。
1998年は故障のためシーズン序盤で戦線離脱。復帰後は出番が一軍は疎か二軍でも殆ど無く、チームは一時快進撃を見せながらも終盤失速して2位止まり。故障により「納得がいくプレーができなくなった」、「最後は一軍で終わらせたかった」と語り、一度も優勝を味わうことなく現役を引退した。同期生で仲が良かった田中からは「どうにか故障を完治させてもう一年やったら」と提案もされたという。この年の後半、前半圧倒的に勝っていたチームが大失速し苦しんでいる際、チームを奮起させようと一軍監督の上田利治に一軍昇格を申し出たが、代わりに落とす選手がいないと断られ、反論で落合博満の獲得の件や1996年の大失速した原因を指摘し、その場にいたヘッドコーチの住友平も交えての大喧嘩になったことを後年に語っている。この両件に関しては前年戦力外で退団し、読売ジャイアンツに移籍した金石昭人も球団と口論になっていた。
現役時代の応援歌冒頭のファンファーレは映画『男はつらいよ』のテーマ音楽だった。実際に『男はつらいよ』の大ファンで、移動のバスの中でもビデオで鑑賞していたという。

### 現役引退後
引退と同時に1999年から2001年までテレビ朝日・文化放送野球解説者に就任。タレントとしても活動する（2000年から2001年には、文化放送でワイド番組のパーソナリティも務めた）。2001年には「広瀬哲朗&紫艶」名義のシングルCD『ジェラシー☆ゲーム』で歌手デビューもしている。そのかたわら、2001年から2005年まで野球日本女子代表監督を務め、2003年・2004年には女子野球世界大会で優勝する。2002年に日本ハムの北海道移転構想が発表された頃から北海道での活動が多くなり、後に北海道に住居を移している。2003年には北海道放送の野球解説者、日本ハムが移転した翌2004年にはSTVラジオ・北海道文化放送の野球解説者に就任。同年4月からは同局の『YASUのえき☆スタ@noon』（現：『土曜えき☆スタUP』）にレギュラー出演した。2005年3月からは『スポーツワイド Fの炎〜SPORT HOKKAIDO〜』のコメンテーターを担当した。
北海道ではSTVラジオ・北海道文化放送以外の放送局でのプロ野球中継でも解説を担当することがある。中継では「ファイターズのご意見番」と紹介されることもある。
2005年からは、北海道釧路市で定期的に開催される少年野球教室「広瀬塾（Hirose Baseball Academy）」の塾長として指導にあたっていた。その後『釧路リトルシニア（廣心球団）』の総監督を務めていたが、2010年4月、広瀬と同じ元日本ハムファイターズ出身選手で現在熊本県熊本市のリトルシニアチーム「熊本南リトルシニア」の総監督を務めている二村忠美から熊本の子供たちに野球を教えて欲しいとの依頼を受け、チームの監督に就任した。
2005年2月12日に自身が総監督を務める社会人野球チーム「サウザンリーフ市原」が千葉県野球連盟に加盟申請。その後サウザンリーフ市原を辞めてCBC北海道（現：TRANSYS）へ転じ、こちらで総監督を務めている。なお、このチームのスーパーアドバイザーには松山千春が就いている。
2009年11月10日、2011年に発足予定の独立リーグ・ベースボール北海道のゼネラルマネージャーに就任することが発表されたが、翌年1月にリーグへの参加を見送ることが明らかになった。
その後福井県で福井嶺北リトルシニアの非常勤講師として活動し、同チーム名誉顧問を務める元読売ジャイアンツの宮本和知と共に「広瀬哲朗宮本和知杯福井嶺北野球大会」を主催していた。
2018年9月からは東京に戻り、「体育指導のスタートライン」にて、野球クラス（品川区・大崎教室）で子どもの野球指導にあたる。
趣味は、落語で柳家権太楼のファン。現役時代、テレビ番組の企画で広瀬が権太楼に弟子入りし、短いが寄席（会場も鈴本演芸場）で落語を披露したことがある。また笑点の司会者である春風亭昇太とは同郷である。
久保田とは大学で先輩後輩となり後年、日本ハムのシャウエッセン、チキチキボーンのCMで共演した。
2020年6月2日、自身のYouTubeチャンネルを開設し配信を始める。
2023年3月、品川区で野球教室を開講。

## 選手としての特徴・人物
打撃は弱かったが遊撃手としての守備力は高く、大学の一年後輩の白井一幸との二遊間の守りは鉄壁と呼ばれた。それ以前の遊撃手のレギュラーだった田中幸雄が外野にコンバートされたのは、田中の肘の故障という理由のほかに、左翼手の守備位置から広瀬の守備を見て勉強させるという首脳陣の意図もあった。
果敢なヘッドスライディングなどの闘志溢れるプレー（内野安打で一塁にヘッドスライディングをし、セーフになって地面を叩くプレーはよくあった）、更に自身のスキンヘッド（20代終盤から薄毛進行のため）の風貌と、独特のキャラクターで人気を博し、パシフィック・リーグ有数のガッツマンとして名を残した。独特のタイミングの取り方から右打ちに徹底したバッティングで打撃が開花し、四年連続でシーズン100本以上の安打も記録したが、後に相手チームに研究され、「広瀬シフト」 と呼ばれる守備シフトを敷かれるようになると、平野謙にライトゴロで打ち取られるなど、安打数が激減した。
試合以外でも広瀬はショーマンシップ的な部分があり、球場に観戦に来たファンに対してのサービスの一環として自身で考案したパフォーマンスも多く実行した。日本ハムではファンサービスを目的とした選手主導パフォーマンスは今や球団の伝統ともなっており、広瀬の引退後は岩本勉、新庄剛志、森本稀哲、杉谷拳士と受け継がれているため広瀬を先駆とみる向きもある。
息子の廣瀬武央は声優として芸能活動を行っている。かつては父親が広瀬哲朗であることをアピールして、広瀬ジュニアの名義でアナウンサーとして活動していた。

## 詳細情報

### 年度別打撃成績
| 年 度      | 球 団      | 試 合 | 打 席 | 打 数 | 得 点 | 安 打 | 二 塁 打 | 三 塁 打 | 本 塁 打 | 塁 打 | 打 点 | 盗 塁 | 盗 塁 死 | 犠 打 | 犠 飛 | 四 球 | 敬 遠 | 死 球 | 三 振 | 併 殺 打 | 打 率 | 出 塁 率 | 長 打 率 | O P S |
| ---------- | ---------- | ----- | ----- | ----- | ----- | ----- | -------- | -------- | -------- | ----- | ----- | ----- | -------- | ----- | ----- | ----- | ----- | ----- | ----- | -------- | ----- | -------- | -------- | ----- |
| 1986       | 日本ハム   | 40    | 68    | 62    | 10    | 8     | 2        | 0        | 2        | 16    | 4     | 2     | 1        | 4     | 0     | 2     | 0     | 0     | 9     | 3        | .129  | .156     | .258     | .414  |
| 1987       | 日本ハム   | 44    | 35    | 30    | 11    | 6     | 2        | 0        | 0        | 8     | 3     | 3     | 0        | 2     | 0     | 2     | 0     | 1     | 4     | 1        | .200  | .273     | .267     | .539  |
| 1988       | 日本ハム   | 32    | 46    | 37    | 8     | 8     | 0        | 0        | 1        | 11    | 2     | 0     | 1        | 2     | 0     | 7     | 0     | 0     | 3     | 0        | .216  | .341     | .297     | .638  |
| 1989       | 日本ハム   | 70    | 17    | 16    | 14    | 5     | 2        | 1        | 0        | 9     | 1     | 6     | 5        | 0     | 0     | 1     | 0     | 0     | 5     | 0        | .313  | .353     | .563     | .915  |
| 1990       | 日本ハム   | 72    | 142   | 123   | 18    | 29    | 7        | 2        | 1        | 43    | 11    | 8     | 0        | 9     | 0     | 9     | 0     | 1     | 21    | 2        | .236  | .293     | .350     | .643  |
| 1991       | 日本ハム   | 94    | 92    | 76    | 8     | 15    | 1        | 1        | 0        | 18    | 5     | 5     | 2        | 10    | 1     | 4     | 0     | 1     | 18    | 1        | .197  | .244     | .237     | .481  |
| 1992       | 日本ハム   | 96    | 171   | 146   | 18    | 38    | 6        | 1        | 1        | 49    | 14    | 7     | 0        | 16    | 0     | 8     | 0     | 1     | 19    | 3        | .260  | .303     | .336     | .639  |
| 1993       | 日本ハム   | 116   | 470   | 412   | 52    | 115   | 17       | 0        | 0        | 132   | 29    | 21    | 7        | 17    | 0     | 40    | 1     | 1     | 63    | 7        | .279  | .344     | .320     | .665  |
| 1994       | 日本ハム   | 124   | 549   | 467   | 52    | 131   | 12       | 3        | 2        | 155   | 29    | 20    | 12       | 12    | 2     | 63    | 0     | 5     | 66    | 5        | .281  | .371     | .332     | .702  |
| 1995       | 日本ハム   | 113   | 506   | 442   | 50    | 118   | 11       | 1        | 2        | 137   | 35    | 4     | 4        | 13    | 1     | 49    | 1     | 1     | 59    | 10       | .267  | .341     | .310     | .651  |
| 1996       | 日本ハム   | 119   | 446   | 390   | 40    | 100   | 21       | 3        | 3        | 136   | 34    | 8     | 2        | 19    | 3     | 32    | 0     | 2     | 47    | 7        | .256  | .314     | .349     | .663  |
| 1997       | 日本ハム   | 46    | 72    | 67    | 4     | 19    | 4        | 0        | 0        | 23    | 6     | 0     | 0        | 0     | 2     | 3     | 0     | 0     | 6     | 4        | .284  | .306     | .343     | .649  |
| 通算：12年 | 通算：12年 | 966   | 2614  | 2268  | 285   | 592   | 85       | 12       | 12       | 737   | 173   | 84    | 34       | 104   | 9     | 220   | 2     | 13    | 320   | 43       | .261  | .329     | .325     | .654  |

- 各年度の太字はリーグ最高

### 表彰
- ベストナイン：2回（1993年、1994年）
- ゴールデングラブ賞：2回（1993年、1994年）
- ジュニアオールスターゲームMVP（1986年）

### 記録
初記録
- 初出場：1986年4月9日、対西武ライオンズ2回戦（後楽園球場）、6回表に高代慎也に代わり遊撃手として出場
- 初安打：1986年5月5日、対ロッテオリオンズ3回戦（川崎球場）、6回表に村田兆治から二塁打
- 初先発出場：1986年5月6日、対阪急ブレーブス3回戦（平和台球場）、2番・遊撃手として先発出場
- 初本塁打・初打点：1986年5月18日、対阪急ブレーブス8回戦（阪急西宮球場）、2回表に池内豊から2ラン

その他の記録
- シーズン守備率：.991（1992年）※達成当時、遊撃手としてのパ・リーグ新記録
- オールスターゲーム出場：2回（1993年、1994年）

### 背番号
- 1（1986年 - 1998年）

## 関連情報

### 出演番組
FBCラジオ
- 情熱Night!（金曜パーソナリティ）
- 広瀬哲朗の何でも言っちゃうよ！！（毎週火曜日「午後はとことん よろず屋ラジオ」のコーナー）

北海道文化放送
- BASEBALL SPECIAL〜野球道〜
- スポーツワイド Fの炎〜SPORT HOKKAIDO〜…2007年12月25日の放送をもって卒業扱いとなった。
- YASUのえき☆スタ@noon

STVラジオ
- STVアタックナイター

エフエムくしろ
- 広瀬哲朗のファイターズ何でも言っちゃうよ

日本テレビ
- 勇者のスタジアム・プロ野球好珍プレー

テレビ朝日
- スーパーベースボール

文化放送
- 文化放送ライオンズナイター
- 上記『ライオンズナイター』の中継（パシフィック・リーグ公式戦開催）が原則組まれない日の同枠でのスポーツワイド番組（2000年・2001年）。
  - 広瀬哲朗のだから言ったでしょ（2000年、月曜17:57 - 19:00）
  - 広瀬哲朗のパ・リーグ応援株式会社（2001年、木曜17:57 - 19:00）
- 文化放送ホームランナイター

### 著書
- ふっざけんな!―やる気しだいで人生なんとでもなる（1999年3月、竹書房 ISBN 4812404797）
- プロ野球 オレだけが知っているナイショ話（2000年6月、ソニーマガジンズ ISBN 4789715809）

### CD
- ジェラシー☆ゲーム（広瀬哲朗&紫艶、2001年6月21日、ガウスエンタテインメント）

カップリング曲として「嘘は罪」（広瀬のソロボーカル）も収録。
- Never Give Up（作曲:TAKA 作詞:広瀬哲朗、TAKA  2024年3月1日、Global Project Entertainment）

### 映画
- 米寿の伝言（2025年5月10日）[11][12]

### オリジナルビデオ
- 麻雀飛龍伝説 天牌（2001年、ケイエスエス）